# Свята Софія (товариство)
Свята Софія — релігійне товариство українців католиків, засноване патріархом Йосифом Сліпим після повернення із сибірського заслання з метою збереження його спадщини у Римі та на поселеннях, а також для підтримки різних проектів УГКЦ, зокрема діяльності її Предстоятеля.
Товариство в Римі є матірним і має дочірні структури у США, Англії та Бельгії, які очолюються членами товариства «Свята Софія» в Римі. 
Кожного року відбуваються загальні збори членів товариства. Рішення ординарного адміністративного характеру приймає управа товариства. Очолює товариство президент о. Марко Семеген.

## Заснування
«Релігійна Асоціація СВЯТА СОФІЯ для українців католиків» — створена 3 листопада 1970 року декретом кардинала А. Дель'Аква, Генерального Вікарія Папи Павла IV, в якому дослівно сказано: "Бажаючи закріпити традиційні зв'язки християнської єдності між Римом і вірними католикам славної Української Нації, згідно з бажанням Кардинала Сліпого, Верховного Архієпископа Львова — Українців, за згодою Святої Столиці, закомунікованої Державним Секретаріатом Його Святости документами з 10 січня 1970 року ч. 145675 і 17 жовтня 1970 року ч. 168888 — постановляємо — на основі канонів 100, 684 і наступних Кодексу Канонічного права створення морального тіла (персона моралє «Релігійної Асоціації „Свята Софія“ для католиків українців» і апробуємо статут залучений до цього декрету.
Дано в Римі, в Лятеранській Палаті, 3-го листопада 1970 року
Анджельо Кард. Дель'Аква"
На підставі даного акту церковних властей згадана Асоціація 28 грудня 1970 була правно оформлена нотаріальним актом і 12 вересня 1972 року визнана Декретом Президента Італійської республіки.
Головою і правним Представником Асоціації «Свята Софія» став Кардинал Йосиф, а першими членами п'ять священиків (в тому числі два монахів Студитів).

## Діяльність
Під патронатом римського товариства «Свята Софія» за підтримки товариства «Свята Софія» в США, вийшло у світ унікальне електронне видання з усіма творами Патріарха Йосифа Сліпого (вісімнадцять томів творів «Opera Omnia» — це всі видання його наукової спадщини, видані впродовж діяльності Українського католицького університету імені Климента Папи в Римі) та журналу «Богослов'я».
30 листопаді 2017 о. Марко Семеген, президент Релігійного товариства «Свята Софія» для українців-католиків (м. Рим) презентував видання в Івано-Франківську.